# Дона-Эузебия
Дона-Эузебия (порт. Dona Eusébia) — муниципалитет в Бразилии, входит в штат Минас-Жерайс. Составная часть мезорегиона Зона-да-Мата. Входит в экономико-статистический микрорегион Катагуазис. Население составляет 5774 человека на 2006 год. Занимает площадь 54,47 км². Плотность населения — 106,0 чел./км².

## История
Город основан в 1928 году.

## Статистика
- Валовой внутренний продукт на 2003 год составляет 17 338 882,00 реалов (данные: Бразильский институт географии и статистики).
- Валовой внутренний продукт на душу населения на 2003 год составляет 3104,55 реалов (данные: Бразильский институт географии и статистики).
- Индекс развития человеческого потенциала на 2000 год составляет 0,743 (данные: Программа развития ООН).